# Lycodes toyamensis
Lycodes toyamensis és una espècie de peix de la família dels zoàrcids i de l'ordre dels perciformes.

## Morfologia
- Els mascles poden assolir 32,5 cm de longitud total.[4][5]

## Hàbitat
És un peix marí, de clima temperat i demersal.

## Distribució geogràfica
Es troba al Mar del Japó i el sud de la mar d'Okhotsk.

## Observacions
És inofensiu per als humans.